# КАМАЗ-4308
KAMAZ-4308 — бортовой среднетоннажный грузовой автомобиль, выпускается КАМАЗ с 2007 года.

## Модификации
- KAMAZ-4308-5S на КПГ[1]
- KAMAZ-4308-69 (G5)[2]

## Технические характеристики
- Колёсная формула — 4 × 2
- Весовые параметры и нагрузки, а/м
  - Снаряжённая масса а/м, кг — 5850
  - Грузоподъёмность а/м, кг — 5500
  - Полная масса, кг — 11500
- Двигатель
  - Модель — Cummins B5.9 180 CIV-0 (Евро-2)
  - Тип — дизельный с турбонаддувом
  - Мощность кВт (л. с.) — 131 (178)
  - Расположение и число цилиндров — рядное, 6
  - Рабочий объём, л — 5,9
- Коробка передач
  - Тип — механическая, шестиступенчатая (ZF 6S1000)
  - опционально — автоматическая, шестиступенчатая Allison Transmission 3000
- Кабина
  - Тип — расположенная над двигателем, с высокой крышей
  - Исполнение — без спального места
- Колёса и шины
  - Тип колёс — дисковые
  - Тип шин — пневматические
  - Размер шин — 245/70 R19,5
- Общие характеристики
  - Максимальная скорость, км/ч — 105
  - Угол преодол. подъёма, не менее, % — 25
  - Внешний габаритный радиус поворота, м — 8,5
  - Расход топлива на 100 км, л — 14